# Morte apparente (film 1997)
Morte apparente (Buried Alive II) è un film per la televisione del 1997 diretto da Tim Matheson, sequel del film Strategia di una vendetta (1990). Tim Matheson a Brian Libby sono gli unici membri del cast dell'originale a tornare.

## Trama
La storia inizia con due coniugi che hanno ereditato una grossa somma di denaro tramite un parente defunto. Il marito prende in considerazione la possibilità di comprare uno yacht ma dopo uno scontro con la moglie decide di non comprarlo per perdonarla della lite precedentemente avuta. Per farsi perdonare, il marito porta a cena la moglie ma prima prepara un veleno mortale. Dopo essersi baciati il marito chiede alla moglie di andare in bagno perché si è tolta il rossetto. Mentre lei corre in bagno il marito versa il veleno nel bicchiere. Dopo averlo bevuto la moglie si sente male e dopo averla portata in ospedale il medico dice che è morta. Da lì in poi inizia una serie di inconvenienti per il marito che lo inducono a scappare di casa.